# Ariel Lenis
Ariel Lenis Aparicio (ur. 27 grudnia 1976) – kolumbijski zapaśnik w stylu klasycznym. Siódmy na mistrzostwach panamerykańskich w 2000. Brązowy medalista igrzysk boliwaryjskich w 2001, a także igrzysk Pacyfiku w 1995 roku.